# 比奥莱-马纽
比奥莱-马纽（法語：Bioley-Magnoux，法語發音：[bjɔlɛ maɲu]）是瑞士联邦西部法语区的沃州下设的一个市镇。在行政上属于沃州北汝拉区管辖。比奥莱-马纽的总面积为4.27平方公里。截至2007年，总人口为169。